# 馬克·麥肯齊
馬克·亞歷山大·麥肯齊（英語：Mark Alexander McKenzie；1999年2月25日—），美國職業足球員，司職后卫，現效力於法国足球甲级联赛球會圖盧茲。

## 俱樂部生涯
過去三個賽季，馬克·麥肯齊一直代表費城聯參加美國職業足球大聯盟，上賽季出戰22次，有兩個進球。
麥肯齊於2021年1月從費城聯加盟比甲聯賽球隊亨克，並簽署了一份為期五年的合同。

## 外部連結
- Philadelphia Union Profile （页面存档备份，存于）
- Wake Forest Profile